# Greg Bahnsen
Gregory Lyle Bahnsen (17 de setembro de 1948 – 11 de dezembro de 1995), mas conhecido como Greg Bahnsen, foi um filósofo e apologista calvinista influente. Foi ordenado ministro na Igreja Presbiteriana Ortodoxa e pesquisador residente na Southern California Center for Christian Studies.

## Breve Biografia
Bahnsen morreu em 11 de dezembro de 1995, com 42 anos, após uma cirurgia para substituir sua válvula aórtica.

## Principais Obras
- Always Ready: Directions for Defending the Faith
- Van Til's Apologetic: Readings and Analysis
- Theonomy in Christian Ethics
- By This Standard: The Authority Of God's Law Today
- No Other Standard: Theonomy and Its Critics
- Victory in Jesus: The Bright Hope of Postmillennialism